# Danmark ved vinter-OL 2022
Danmark deltager i vinter-OL 2022 i Beijing, Kina. Det danske OL-holds chef de mission er Mikkel Sansone Øhrgaard. DIF har udpeget curlingspilleren Madeleine Dupont og ishockeyspilleren Frans Nielsen til at være fanebærere ved åbningsceremonien.
Det danske hold står repræsenteret med i alt 62 atleter, hvilket er historisk mange. Danmark er derved det sekstende største hold ved Vinter-OL 2022 i Beijing. Det kommer især i form af begge danske ishockeylandshold havde kvalificeret sig til mændenes og kvindernes ishockeyturnering.

## Danske deltagere
Oversigten er opdateret til og med 17. februar 2022
Danmark er i alt repræsenteret i 5 forskellige sportsgrene/discipliner ved legene, heraf 10 konkurrencer.
| Sportsgren           | Herrer | Damer | Total |
| -------------------- | ------ | ----- | ----- |
| Alpint skiløb        | 1      | 0     | 1     |
| Curling              | 5      | 5     | 10    |
| Hurtigløb på skøjter | 2      | 0     | 2     |
| Ishockey             | 25     | 23    | 48    |
| Skiskydning          | 0      | 1     | 1     |
| Total                | 33     | 29    | 62    |

### Alpint skiløb

#### Resultater
Nedenfor er listet de opnåede resultater.
| Dato             | Konkurrence    | Placering | Navn                 | 1. gennemløb | Placering | 2. gennemløb | Placering | Samlet  | Tidsdiff. |
| ---------------- | -------------- | --------- | -------------------- | ------------ | --------- | ------------ | --------- | ------- | --------- |
| 16. februar 2022 | Slalom, herrer | 30        | Casper Dyrbye Næsted | 1:01.38      | 38        | 55.89        | 31        | 1:57.27 | +13.18    |

### Curling

#### Resultater
Nedenfor er listet de opnåede resultater.
| Periode                | Konkurrence     | Placering | Navne                                                                                        | Sejre | Nederlag | Bemærkning |
| ---------------------- | --------------- | --------- | -------------------------------------------------------------------------------------------- | ----- | -------- | ---------- |
| 10. – 20. februar 2022 | Curling, damer  | 9.        | Madeleine Dupont Mathilde Halse Denise Dupont My Larsen Jasmin Lander                        | 2     | 7        | -          |
| 9. – 19. februar 2022  | Curling, herrer | 10.       | Mikkel Krause Mads Nørgaard Rasmussen Henrik Holtermann Kasper Wiksten Tobias Thune Jacobsen | 1     | 8        | -          |

Oversigt
| Konkurrence     | Gruppespil       | Gruppespil       | Gruppespil                         | Gruppespil       | Gruppespil             | Gruppespil                         | Gruppespil       | Gruppespil       | Gruppespil       | Gruppespil | Semifinal        | Finale / Bronzekamp | Finale / Bronzekamp |
| Konkurrence     | Modstander Score | Modstander Score | Modstander Score                   | Modstander Score | Modstander Score       | Modstander Score                   | Modstander Score | Modstander Score | Modstander Score | Placering  | Modstander Score | Modstander Score    | Placering           |
| --------------- | ---------------- | ---------------- | ---------------------------------- | ---------------- | ---------------------- | ---------------------------------- | ---------------- | ---------------- | ---------------- | ---------- | ---------------- | ------------------- | ------------------- |
| Curling, herrer | Canada · T 5–10  | Kina · T 4–5     | Ruslands Olympiske Komité · T 2–10 | Schweiz · T 6–8  | Storbritannien · T 2–8 | Norge · V 6–5                      | Sverige · T 3–8  | Italien · T 3–10 | USA · T 5–7      | 10.        | Avancerede ikke  | Avancerede ikke     | Avancerede ikke     |
| Curling, damer  | Kina · V 7–6     | USA · T 5–7      | Japan · T 6–7                      | Schweiz · T 5–8  | Storbritannien · T 2–7 | Ruslands Olympiske Komité · V 10–5 | Sverige · T 3–9  | Norge · T 7–8    | Canada · T 4–10  | 9.         | Avancerede ikke  | Avancerede ikke     | Avancerede ikke     |

### Hurtigløb på skøjter

#### Resultater
Nedenfor er listet de opnåede resultater.
| Dato            | Konkurrence        | Navn               | Tid     | Placering | Bemærkning |
| --------------- | ------------------ | ------------------ | ------- | --------- | ---------- |
| 6. februar 2022 | 5000 meter, herrer | Viktor Hald Thorup | 6:28:87 | 19        | -          |

| Dato             | Konkurrence        | Navn               | Semifinalen Points | Placering | Tid | Finalen Points | Placering | Tid | Bemærkning |
| ---------------- | ------------------ | ------------------ | ------------------ | --------- | --- | -------------- | --------- | --- | ---------- |
| 19. februar 2022 | Massestart, herrer | Viktor Hald Thorup | -                  | -         | -   | -              | -         | -   |            |
| 19. februar 2022 | Massestart, herrer | Stefan Due Schmidt | -                  | -         | -   | -              | -         | -   |            |

### Ishockey

#### Resultater
Nedenfor er listet de opnåede resultater.
| Periode               | Konkurrence      | Navne            | Placering | Sejre | Uafgjort | Nederlag | Bemærkning  |
| --------------------- | ---------------- | ---------------- | --------- | ----- | -------- | -------- | ----------- |
| 3. – 17. februar 2022 | Ishockey, damer  | Damelandsholdet  | 10        | 1     | 0        | 3        | -           |
| 9. – 20. februar 2022 | Ishockey, herrer | Herrelandsholdet | 7         | 3     | 0        | 2        | Kvartfinale |

Oversigt
Begreber:
- OT – Overtid
- GWS – Straffeafgørelse

| Konkurrence | Gruppespil       | Gruppespil                        | Gruppespil       | Gruppespil       | Gruppespil      | Kvalifikation playoff             | Kvartfinale      | Semifinale / Placeringskamp | Finale / Bronzekamp / Placeringskamp | Finale / Bronzekamp / Placeringskamp |
| Konkurrence | Modstander Score | Modstander Score                  | Modstander Score | Modstander Score | Placering       | Modstander Score                  | Modstander Score | Modstander Score            | Modstander Score                     | Placering                            |
| ----------- | ---------------- | --------------------------------- | ---------------- | ---------------- | --------------- | --------------------------------- | ---------------- | --------------------------- | ------------------------------------ | ------------------------------------ |
| Mænd        | Tjekkiet · V 2–1 | Ruslands Olympiske Komité · T 0–2 | Schweiz · V 5–3  | N/A              | Letland · V 3–2 | Ruslands Olympiske Komité · T 1–3 | Avancerede ikke  | Avancerede ikke             | Avancerede ikke                      | 7.                                   |
| Kvinder     | Kina · T 1–3     | Japan · T 2–6                     | Tjekkiet · V 3–2 | Sverige · T 1–3  | 5               | N/A                               | Avancerede ikke  | Avancerede ikke             | Avancerede ikke                      | 10.                                  |

Kvindernes spillertrup
Den endelige trup blev offentliggjort d. 10. januar 2022.
Cheftræner:  Peter Elander
| Nr. | Position. | Navn                     | Højde  | Fødselsdato                      | Hold              |
| --- | --------- | ------------------------ | ------ | -------------------------------- | ----------------- |
| 2   | D         | Kristine Melberg         | 169 cm | 28. december 2000 (alder 21 år)  | IF Malmö          |
| 4   | F         | Silke Lave Glud          | 175 cm | 3. marts 1996 (alder 25 år)      | Rødovre SIK       |
| 8   | F         | Josefine Persson         | 176 cm | 28. marts 1994 (alder 27 år)     | Luleå HF          |
| 11  | D         | Amalie Andersen          | 173 cm | 6. oktober 1999 (alder 22 år)    | Maine Black Bears |
| 13  | F         | Michele Brix             | 169 cm | 10. juli 1996 (alder 25 år)      | Odense IK         |
| 14  | F         | Nicoline Jensen – A      | 165 cm | 8. november 1992 (alder 29 år)   | HV71              |
| 15  | D         | Amanda Refsgaard         | 175 cm | 8. marts 2001 (alder 20 år)      | Rødovre SIK       |
| 17  | F         | Sofia Skriver            | 165 cm | 7. juni 2003 (alder 18 år)       | Luleå HF          |
| 18  | F         | Maria Peters             | 168 cm | 16. september 1999 (alder 22 år) | Odense IK         |
| 19  | D         | Josephine Asperup        | 163 cm | 21. juli 1992 (alder 29 år)      | IF Malmö          |
| 21  | F         | Michelle Weis            | 169 cm | 10. april 1997 (alder 24 år)     | Maine Black Bears |
| 22  | D         | Sofie Skott              | 172 cm | 14. juni 2002 (alder 19 år)      | Hvidovre IK       |
| 23  | F         | Julie Oksbjerg           | 178 cm | 2. december 2000 (alder 21 år)   | Odense IK         |
| 27  | F         | Lilli Friis-Hansen       | 163 cm | 27. januar 2000 (alder 22 år)    | RPI Engineers     |
| 30  | G         | Lisa Jensen              | 165 cm | 26. februar 1997 (alder 24 år)   | IF Malmö          |
| 33  | G         | Emma-Sofie Nordström     | 177 cm | 5. november 2002 (alder 19 år)   | Linköping HC      |
| 50  | F         | Mia Bau Hansen           | 167 cm | 22. juni 1995 (alder 26 år)      | IF Malmö          |
| 63  | F         | Josefine Jakobsen – C    | 170 cm | 17. maj 1991 (alder 30 år)       | Djurgårdens IF    |
| 68  | F         | Emma Russell             | 168 cm | 18. august 1995 (alder 26 år)    | Rødovre SIK       |
| 72  | G         | Cassandra Repstock-Romme | 171 cm | 26. august 2001 (alder 20 år)    | Hvidovre IK       |
| 80  | F         | Julie Østergaard         | 170 cm | 6. august 1995 (alder 26 år)     | Hvidovre IK       |
| 87  | D         | Simone Jacquet Thrysøe   | 180 cm | 23. april 1987 (alder 34 år)     | Aalborg IK        |
| 89  | D         | Malene Frandsen          | 178 cm | 25. oktober 1995 (alder 26 år)   | IF Malmö          |

### Skiskydning

#### Resultater
Nedenfor er listet de opnåede resultater.
| Dato             | Konkurrence                   | Navn              | Fejlskud    | Tid     | Placering | Bemærkning |
| ---------------- | ----------------------------- | ----------------- | ----------- | ------- | --------- | ---------- |
| 7. februar 2022  | 15 km Klassisk distance Damer | Ukaleq Slettemark | 0 (0+0+0+0) | 50:27.4 | 53        | +6:14.7    |
| 11. februar 2022 | 7,5 km Sprint Damer           | Ukaleq Slettemark | 0 (0+0)     | 23:54.6 | 65        | +3:10.3    |